# Bataille de Sobraon
Première Guerre anglo-sikhe
Batailles
- Mudki
- Ferozeshah
- Aliwal
- Sobraon

La bataille de Sobraon opposa, le 10 février 1846, les forces britanniques de la Compagnie anglaise des Indes orientales aux Khālsā du royaume sikh du Pendjab. Les Sikhs furent mis en déroute. Cette victoire décisive mit un terme à la Première Guerre anglo-sikhe.

## Contexte
La Première Guerre anglo-sikhe débuta à la fin de l'année 1845 à la suite de désordres internes consécutifs à la mort de Ranjît Singh en 1839 et de provocations de la Compagnie anglaise des Indes orientales qui amenèrent les Khālsā à envahir les possessions britanniques.
Les Britanniques battirent les Sikhs lors des deux premières batailles d'importance de la guerre — batailles de Mudki et de Ferozeshah (en)  —, grâce à la chance, à la ténacité des unités anglo-bengalies et à la conduite équivoque des chefs des Khālsā à la limite de la trahison délibérée.
Du côté britannique, le gouverneur-général, Sir Henry Hardinge, avait été consterné par la tactique frontale mise en œuvre par le commandant en chef de l'armée du Bengale, Sir Hugh Gough, et cherchait à lui retirer son commandement mais aucun commandant d'expérience à même de remplacer Gough ne pouvait arriver d'Angleterre avant plusieurs mois. Par ailleurs, la troupe avait retrouvé le moral après la victoire de Sir Harry Smith à la bataille d'Aliwal, qui avait permis d'éliminer une menace sur les lignes de communication britanniques, et après l'arrivée de renforts comprenant la si nécessaire artillerie lourde et deux bataillons de Gurkhas.
Les Sikhs avaient été provisoirement frappés de leur défaite à Ferozeshah et avaient retiré la plus grande partie de leurs forces de l'autre côté de la rivière Sutlej. La régente Jind Kaur qui gouvernait au nom de son fils, le Maharadjah Duleep Singh, accusa de lâcheté cinq cents de ses officiers, jetant même à leur visage l'un de ses vêtements. Les Khālsā se renforcèrent toutefois grâce aux districts à l'ouest de Lahore et établirent une tête de pont à Sobraon (en), sur le Sutlej, se retranchant dans leur camp. Toute hésitation consécutive aux défaites initiales s'envola du fait de la présence de Sham Singh Attariwala, vétéran très respecté par les Sikhs. Toutefois, Tej Singh et Lal Singh conservèrent la tête des armées sikhes. La position de Sobraon était reliée à la rive occidentale de la rivière, en territoire pendjabi, par un unique et vulnérable pont de bateaux. Peu avant la bataille, à la suite de trois jours de pluies diluviennes, la rivière entra en crue et menaça d'emporter le pont.

## Bataille

Carte de la bataille

Gough envisageait d'attaquer l'armée sikhe dès la jonction de la division d'Harry Smith qui venait de Ludhiana mais Hardinge le força à attendre l'arrivée de l'artillerie lourde. Finalement, il avança au matin du 10 février. Le début de la bataille fut retardé par un épais brouillard ; dès qu'il se fut dissipé, vers 6 heures du matin, 35 canons lourds et obusiers anglais ouvrirent le feu, feu auquel ne pouvaient répliquer les Sikhs. Le feu dura deux heures sans beaucoup d'effet sur les défenses sikhes. On rapporte que Gough, auquel on avait fait savoir que les canons lourds étaient à court de munitions, se serait exclamé : « Dieu merci ! Je pourrai donc les attaquer à la baïonnette » (« Thank God! Then I'll be at them with the bayonet »).
Deux divisions anglaises sous le commandement d'Harry Smith et du major general Walter Gilbert feignirent d'attaquer l'aile gauche sikhe tandis qu'une autre division sous le major general Robert Henry Dick portait l'attaque principale sur l'aile droite, là même où les défenses étaient faites de sable doux et étaient plus basses et plus faibles que le reste de la ligne. Lal Singh aurait envoyé Shams-ud-Din donner cette information à Sir Henry Lawrence, agent politique au quartier-général de Gough. Néanmoins, la division de Dick qui, pourtant, avait dans un premier temps pris pied dans les lignes sikhes, dut faire marche arrière du fait des contre-attaques sikhes. Dick lui-même trouva la mort. Alors que les Anglais reculaient, des soldats sikhs attaquèrent l'aile gauche anglaise affaiblie dans le fossé devant leurs retranchements.
Les régiments anglais, gurkhas et du Bengale renouvelèrent leurs attaques tout le long des retranchements sikhs, les perçant à plusieurs endroits. Sur l'aile droite vulnérable des Sikhs, des ingénieurs ouvrirent une brèche dans les fortifications. La cavalerie anglaise et l'artillerie à cheval s'y engouffrèrent pour attaquer le centre de la position sikhe. Tej Singh avait déjà quitté le champ de bataille. Selon de nombreux témoignages sikhs, il aurait délibérément fragilisé le pont de bateaux, détachant le bateau en son centre, ou aurait ordonné à sa propre artillerie située sur la rive occidentale de faire feu sur le pont, sous prétexte d'empêcher une poursuite anglaise. Selon les Anglais, le pont fragilisé par la crue de la rivière aurait rompu sous le poids des nombreux soldats cherchant, dans leur fuite, à l'emprunter. Quoi qu'il en fût, le pont rompit, piégeant pas moins de 20 000 Khālsā sur la rive occidentale.

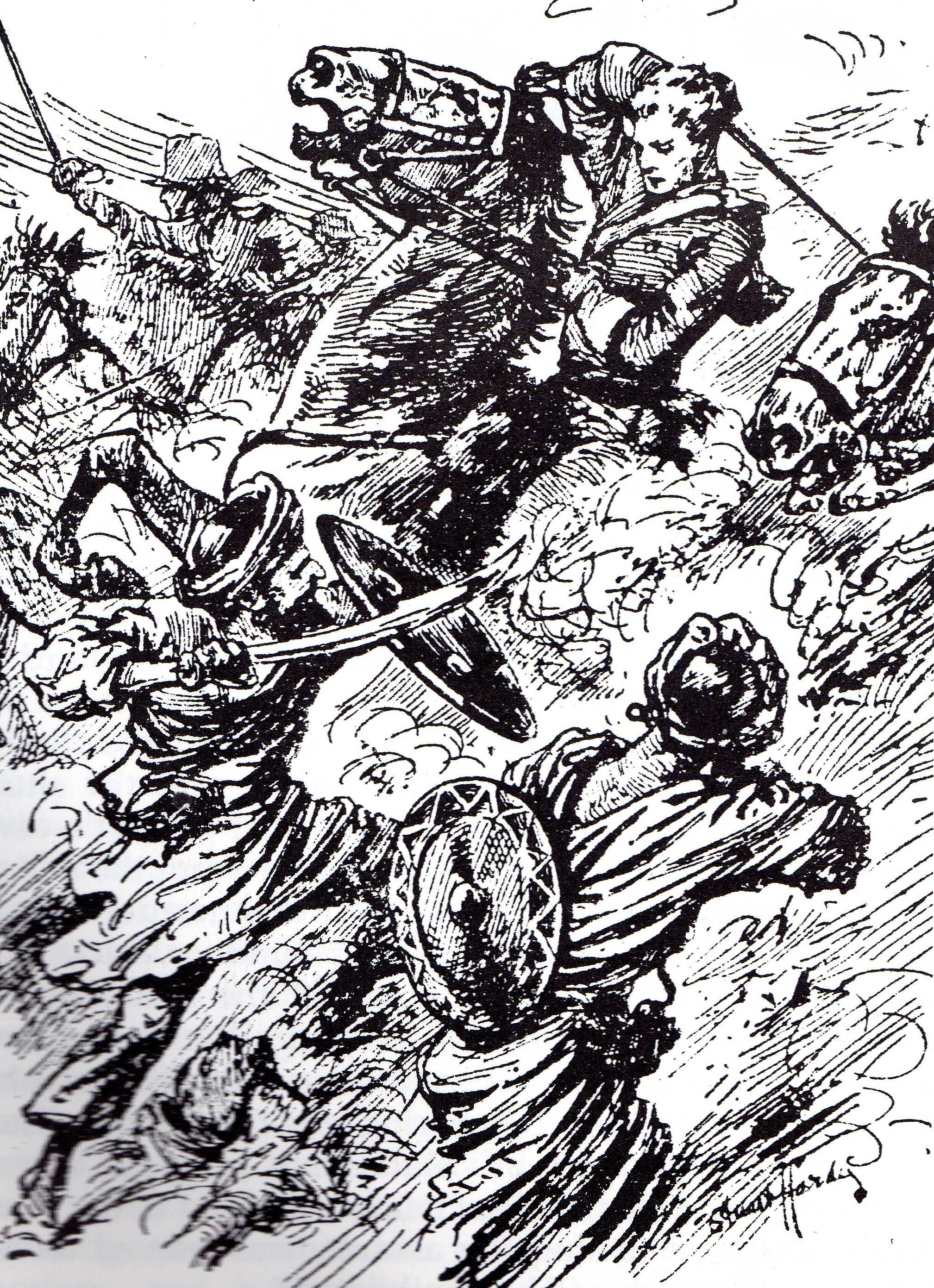
Charge de la cavalerie britannique contre les lignes sikhs. Bataille de Sobraon

Aucun des soldats sikhs piégés ne réussit à s'échapper. Quand bien même y seraient-ils parvenus que les Anglais ne faisaient pas de prisonniers. De nombreux détachements, notamment celui commandé par Sham Singh, combattirent jusqu'à la mort. Des Sikhs se ruèrent contre les régiments anglais, le kirpan à la main. D'autres tentèrent de franchir la rivière à gué ou de la traverser. L'artillerie à cheval anglaise se répandit alors sur la berge et continua à tirer sur les survivants dans l'eau. Lorsque les coups de feu cessèrent, les Sikhs avaient perdu environ 10 000 hommes. Les Anglais s'emparèrent également de 67 fusils.

## Conséquences
La destruction du pont ne retarda pas du tout Gough, au cas où cela eût été dans les intentions de Tej Singh. Les premières unités anglaises commencèrent à traverser la rivière le soir même de la bataille et le 13 février, l'armée de Gough était à une cinquantaine de kilomètres de la capitale Lahore. Bien que des détachements sikhs demeurassent intacts dans les districts frontaliers isolés du Pendjab, ils ne purent se réunir assez rapidement pour défendre Lahore qui tomba le 20.
Le darbâr central du Pendjab nomma Gulab Singh, autre chef recherchant son intérêt personnel, pour négocier les termes de la reddition. Par le traité de Lahore (en), les Sikhs abandonnaient à la Compagnie anglaise des Indes orientales les précieuses terres arables du Jullundur Doab situées entre les rivières Sutlej et Chenab et autorisaient la présence d'un résident général à Lahore avec des subordonnées dans les autres villes. Ces résidents et agents gouverneraient le Pendjab par l'intermédiaire des sardars. En outre, les Sikhs paieraient une indemnité de guerre d'1,2 million de livres. Puisque les Sikhs ne pouvaient aisément réunir cette somme, Gulab Singh fut autorisé à acquérir le Cachemire, alors territoire pendjabi, moyennant le versement de 750 000 livres à la Compagnie anglaise des Indes orientales. Une autre clause du traité stipulait l'envoi en Angleterre du Koh-i Nor.

## Folklore et témoignages personnels
Plusieurs années après la bataille, Gough écrivit :
« L'horrible massacre, la confusion, la consternation étaient tels qu'ils auraient suscité de la compassion dans les cœurs de leurs généreux conquérants, si les troupes Khālsā n'avaient pas, au tout début de l'affrontement, entaché leur vaillance en massacrant et en mutilant de manière barbare tout soldat blessé que le sort des armes avait, du fait des vicissitudes de l'attaque, laissé à leur merci. » (The awful slaughter, confusion and dismay were such as would have excited compassion in the hearts of their generous conquerors, if the Khalsa troops had not, in the early part of the action, sullied their gallantry by slaughtering and barbarously mangling every wounded soldier whom, in the vicissitudes of attack, the fortune of war left at their mercy)
L'épouse de Sham Singh Attariwala, à l'annonce de la bataille, s'immola elle-même sur un bûcher funéraire sans attendre de nouvelles de son époux, persuadée — à raison — qu'il ne reviendrait jamais vivant d'une défaite.
Des témoignages rapportent que Lal Singh était présent sur le champ de bataille et qu'il accompagna Tej Singh dans sa retraite. D'autres témoignages soutiennent qu'il commandait un corps important de cavaliers irréguliers, les gorchurras, à quelques kilomètres de l'affrontement, mais qu'il ne tenta aucune action contre l'armée de Gough bien qu'il eût pu attaquer les communications de celui-ci.
L'amitié entre les 10e et 29e Régiments à pied se cimenta lors de cette bataille, au cours de laquelle les deux régiments se rencontrèrent dans les tranchées si durement conquises. Aujourd'hui encore, officiers et sergents des deux régiments s'adressent la parole en disant « mon cher cousin ».

## Culture populaire
La bataille constitue le point culminant du roman de George MacDonald Fraser, Flashman and the Mountain of Light, appartenant à la saga des Archives Flashman.

## Source
- (en) Cet article est partiellement ou en totalité issu de l’article de Wikipédia en anglais intitulé « Battle of Sobraon » (voir la liste des auteurs).